# Konstantyn I Wielki

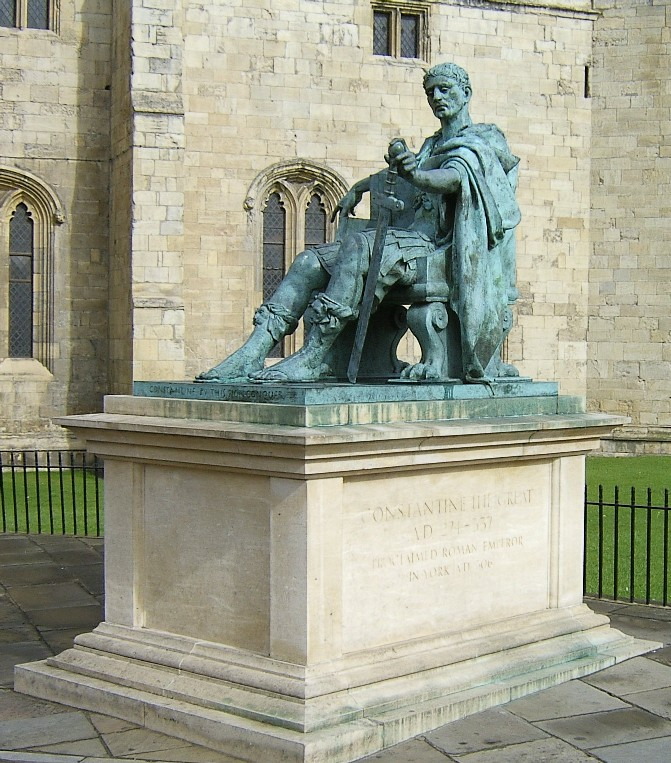
Pomnik Konstantyna I Wielkiego w Yorku

Konstantyn I Wielki, Gaius Flavius Valerius Constantinus (ur. 27 lutego ok. 272 w Niszu w dzisiejszej Serbii, zm. 22 maja 337) – cesarz rzymski od 306 do 337 roku, święty Kościoła prawosławnego.
Był synem cesarza Konstancjusza Chlorusa i Heleny. W drodze do jedynowładztwa w cesarstwie pokonał w wojnach domowych Maksencjusza i Licyniusza. Z sukcesami walczył przeciwko plemionom barbarzyńskim: Frankom, Alamanom, Wizygotom i Sarmatom. Przekształcił dawną grecką kolonię Byzantion w nową siedzibę cesarza – Konstantynopol, który przez ponad tysiąc lat pozostał stolicą cesarstwa wschodniorzymskiego. Przeprowadził liczne reformy, które ukształtowały nowe formy ustroju społecznego, ekonomicznego i politycznego w państwie, za jego rządów cesarstwo przeżywało krótkotrwały okres świetności.
Był pierwszym cesarzem, który przeszedł na chrześcijaństwo. Miało to miejsce na kilka dni przed jego śmiercią w 337 roku. Wiele lat wcześniej zakończył prześladowania chrześcijan wszczęte przez Dioklecjana i Galeriusza, a w 313 roku wydał edykt mediolański, proklamując swobodę wyznawania tej religii.

## Życiorys

### Młodość i kariera
Konstantyn urodził się 27 lutego, najprawdopodobniej w 272 roku w mieście Naissus (dzisiejszy Nisz) w Mezji, jako syn Konstancjusza Chlorusa i Heleny, córki karczmarza. W 293 jego ojciec otrzymał tytuł cezara, czyli został jednym z czterech władców cesarstwa rzymskiego (odpowiedzialnym za zachodnie prowincje Galii i Brytanii) w ramach wprowadzonego przez Dioklecjana systemu tetrarchii. W tym samym roku Konstancjusz oddalił matkę Konstantyna i poślubił Teodorę, córkę Maksymiana, noszącego tytuł Augusta. Konstantyn nie przeniósł się z ojcem na zachód imperium, pozostał na dworze Dioklecjana i w jego służbie walczył w Egipcie i przeciwko Persji. Stopniowo doszedł do rangi trybuna pierwszego rzędu.
1 maja 305 roku Dioklecjan ogłosił swoją rezygnację z tytułu cesarza, podobnie postąpił Maksymian. Nowymi augustami zostali Konstancjusz Chlorus na Zachodzie i Galeriusz na Wschodzie, tytuł cezarów otrzymali Flawiusz Sewer i Maksymin Daja – dwóch synów Konstancjusza i Maksymiana, czyli Konstantyna i Maksencjusza pominięto. Galeriusz był nieprzyjaźnie ustosunkowany do Konstantyna, którego ojciec, zdając sobie sprawę z grożącego mu niebezpieczeństwa, śląc liczne listy do Galeriusza, próbował wezwać na zachód. Ten, po długim zwlekaniu wyraził w końcu zgodę i Konstantyn mógł dołączyć do Chlorusa, który wyruszał właśnie na kampanię przeciwko zagrażającym Brytanii barbarzyńcom z Kaledonii. Po odniesionym zwycięstwie Konstancjusz wycofał się na zimę do Yorku i tam zmarł 25 lipca 306 roku. Jego legiony ogłosiły Konstantyna augustem.

### Wczesne panowanie
Konstantyn natychmiast po śmierci ojca i decyzji armii, wysłał list do Galeriusza, w którym poinformował, że przyjął wybór legionów. Galeriusz, mając do wyboru wojnę domową lub kompromis, zgodził się aby Konstantyn objął we władanie prowincje za Alpami (Galię, Brytanię i Hiszpanię) ale przyznał mu tylko tytuł cezara (augustem został Sewer II). Wkrótce władzę cesarską uzurpował sobie w Rzymie Maksencjusz, otrzymując wsparcie Maksymiana, swego ojca, który także zapragnął wrócić na tron. Sewer zginął pokonany przez starszego z uzurpatorów. W 307 w obliczu niepewnej sytuacji Maksencjusz sprzymierzył się z Konstantynem, a Maksymian oddał mu za żonę swoją córkę Faustę i przekazał tytuł augusta. Jednak kiedy Galeriusz, szukający zemsty za śmierć Sewera, zaatakował (bez powodzenia) Italię, Konstantyn nie ruszył na pomoc, mimo nalegań sojuszników. W 308 interweniował Dioklecjan, w wyniku czego na zjeździe w Carnuntum nadano tytuł Augusta Licyniuszowi. Na wschodzie rządzili zatem augustowie Galeriusz i Licyniusz oraz cezar Maksymin Daja, a na zachodzie Maksymian z Maksencjuszem i Konstantyn. Władzę w Afryce uzurpował sobie Domicjusz Aleksander pokonany później przez Maksencjusza. Śmierć Maksymiana w 310 i Galeriusza w 311 zredukowała liczbę cesarzy do czterech, wkrótce doszło także do odwrócenia sojuszy – tajne porozumienie zawarli Maksencjusz i Maksymin Daja, doszło do zbliżenia stanowisk Konstantyna i Licyniusza.
Konstantyn w międzyczasie dbał o bezpieczeństwo podległych mu prowincji – odniósł znaczące zwycięstwa nad Frankami i Alamanami, zabezpieczając granicę na Renie.

### Walka z Maksencjuszem
Maksencjusz pragnął władzy na całym Zachodzie i przygotowywał się do ataku na Galię. Jednocześnie senat rzymski słał ambasadorów do Konstantyna zachęcając go do usunięcia znienawidzonego Maksencjusza i przejęcia władzy w Italii. Wczesną wiosną 312 roku Konstantyn ze swoją armią przekroczył Alpy i zdobył ufortyfikowane Segusium (dzisiejsze miasto Susa). Pokonał armię dowodzoną przez dowódców Maksencjusza w bitwie pod Turynem, a samo miasto otworzyło przed nim bramy. Wkrótce wkroczył do Mediolanu, a większość miast między Alpami i Padem uznało jego władzę. W połowie lata Konstantyn rozproszył niewielkie siły Maksencjusza pod Brixią (Brescia) i rozpoczął oblężenie Werony. Pod jej murami doszło do bitwy z silnym oddziałem dowodzonym przez Ruriciusa Pompeianusa. Konstantyn zwyciężył, Ruricius został zabity, a Werona wkrótce się poddała – droga do Rzymu, gdzie obronę przygotowywał Maksencjusz, stanęła otworem.
Maksencjusz wciąż dysponował znacznymi zasobami i czuł się pewnie za murami miasta. Jednak mieszkańcy Rzymu coraz częściej okazywali niezadowolenie z jego rządów, co w razie oblężenia mogło obrócić się przeciwko niemu. Po konsultacjach z księgami sybillińskimi Maksencjusz postanowił wyruszyć ze swoją armią naprzeciw dwukrotnie mniej licznym, nieśpiesznie podążającym wzdłuż Via Flaminia, siłom Konstantyna. Do bitwy doszło pod koniec października nieopodal Rzymu przy Moście Mulwijskim. Konstantyn zwyciężył, a Maksencjusz utonął w Tybrze podczas ucieczki z pola walki. Zwycięzca wkroczył do Rzymu gdzie krwawo rozprawił się z rodziną Maksencjusza, jego stronnikami i stojącymi po stronie pokonanego pretorianami.
Konstantyn został jedynym władcą rzymskiego zachodu, a wraz ze zwycięstwem Licyniusza nad Maksyminem (313) liczba cesarzy spadła do dwóch.

### Dalsze panowanie
W roku 313 podczas spotkania w Mediolanie wydał wraz z Licyniuszem edykt mediolański dający swobodę wyznania chrześcijanom. Dekretem z 7 marca 321 roku cesarz Konstantyn wprowadził niedzielę jako oficjalnie święto Sol Invictus – dies Solis. W wyniku konfliktu Licyniusz został pokonany w 324 roku i zabity w 325, od tej pory Konstantyn rządził samodzielnie. W tym samym roku Konstantyn podjął decyzję o ustanowieniu stolicy w mieście Bizancjum, które przemianował na Konstantynopol (czyli Miasto Konstantyna – Konstantinopolis). Do ceremonii inauguracyjnej w nowej stolicy doszło natomiast w roku 330.
W polityce wobec sąsiadów imperium, Konstantyn Wielki skupił się na obronie granicy północnej cesarstwa. W 322 roku odparł duży najazd Sarmatów (Jazygów) a następnie sam najechał ich terytorium nad Dunajem i Cisą, być może zmuszając do uznania zwierzchnictwa rzymskiego. W 323 roku odparł również duży najazd Gotów dokonany na tereny Bałkanów. W 328 roku ponownie pokonał Sarmatów i Gotów nad Dunajem, a jego syn, Konstantyn II, w tym samym roku pokonał Alamanów. Ponowne zwycięstwo nad Gotami nastąpiło zimą z 331 na 332 rok, po którym naddunajscy Goci uznali się za sprzymierzeńców imperium. W 334 roku zezwolił dużej liczbie Sarmatów (podobno 300 tysiącom), wypędzonych znad Dunaju przez rewoltę warstw uciskanych, na osiedlenie się na terenach cesarstwa.

### Śmierć i sukcesja
Konstantyn zmarł z przyczyn naturalnych 22 maja 337 w cesarskiej willi w Ancyronie niedaleko Nikomedii. Na kilka dni przed śmiercią przyjął chrzest z rąk ariańskiego biskupa Euzebiusza z Nikomedii, choć w planach miał ochrzcić się w wodach Jordanu jak Jezus Chrystus. Po śmierci Konstantyna żołnierze ze straży umieścili jego ciało w złotej trumnie, przybrali ją w cesarską purpurę i przewieźli ją do Konstantynopola, gdzie została umieszczona w cesarskim pałacu. Kiedy do stolicy z Antiochii przybył drugi syn zmarłego cesarza, Konstancjusz, przejął on kontrolę nad uroczystościami pogrzebowymi i trumna cesarza została przeniesiona do niedawno ukończonego mauzoleum, gdzie rytuały kontynuowali duchowni chrześcijańscy. Mimo że Euzebiusz z Cezarei, który przekazał potomności szczegóły pogrzebu Konstantyna, opiewał uroczystości jako stricte chrześcijańskie w charakterze, to jego opis wskazuje, że ceremonie miały charakter mieszany z widocznymi wpływami pogańskimi spotykanymi przy pogrzebach wcześniejszych cesarzy rzymskich.
Wcześniejsze plany Konstantyna dotyczące jego sukcesji obejmowały zarówno jego trzech żyjących synów (Konstantyna II, Konstancjusza i Konstansa), jak i wnuka jego macochy, Teodory, Dalmacjusza (noszącego od 335 r. tytuł cezara, obok synów Konstantyna). Wnuczka Teodory została w 336 roku żoną Konstancjusza, a brat Dalmacjusza, Hannibalian, otrzymał tytuł króla Pontu i Armenii i poślubił córkę Konstantyna, Konstantynę, co wskazuje, że w planach cesarza obie rodziny miały razem rządzić imperium. Tymczasem latem 337 z rąk żołnierzy stacjonujących w Konstantynopolu i okolicach zginęła większość członków klanu Teodory; ocalał sześcioletni wówczas, przyszły cesarz Julian (i jego starszy przyrodni brat, Gallus), ale zabito m.in. jego ojca, wuja, sześciu kuzynów (w tym Dalmacjusza i Hannibaliana). Prawdopodobnie na poczynania żołnierzy miał wpływ Konstancjusz, który wtedy przebywał w pobliskiej stolicy i przejął inicjatywę po śmierci ojca, a Juliana i Gallusa być może ocalił fakt, że byli braćmi jego żony. Po zniknięciu pozostałych kandydatów do władzy armia przysięgła wierność synom Konstantyna, którzy we wrześniu 337 na spotkaniu w Panonii podzielili cesarstwo między siebie i przyjęli tytuły augustów.

## Rodzina i następcy
Matką Konstantyna Wielkiego była św. Helena, a żoną Fausta (matka jego dwóch córek – Konstantyny i Heleny Młodszej). Po śmierci władzę objęli trzej synowie jego i Fausty:
- Konstantyn II
- Konstancjusz II
- Konstans

## Problem przejścia na chrześcijaństwo i wiary Konstantyna
Sprawa przejścia cesarza na chrześcijaństwo jest związana z przekazem o wizji krzyża i słów In hoc signo vinces („pod tym znakiem zwyciężysz”) przed bitwą przy moście Mulwijskim. Pierwszy raz informację o tym podaje Laktancjusz, mówiąc o wizji sennej. Relacja o wizji na jawie pojawia się w Vita Constantini, w części, której autorstwo jest sprawą dyskusyjną (utwór przypisywany Euzebiuszowi z Cezarei, jednak autorem części mógł być jego uczeń). Uderza brak relacji o jakiejkolwiek wizji w Historii kościelnej Euzebiusza z Cezarei, najstarszym z interesujących trzech źródeł. Ze źródeł pogańskich jedyna ważniejsza informacja pochodzi od Zosimosa, który umieszcza przejście na chrześcijaństwo Konstantyna w 326 roku (po zabójstwie Kryspusa i Fausty). Jednak jego relacja jest niewiarygodna (źródło jest późne i oparte na zaginionej pracy Eunapiosa, poganina i fanatycznego wroga chrześcijaństwa). Wersji o tak późnym nawróceniu władcy przeczy postawa cesarza na soborze w Nicei w 325 roku. Chrześcijańscy historycy późnej starożytności – Sozomenos i Sokrates Scholastyk – opierają swe relacje na wersji z Vita Constantini.
Realność wizji i jej forma budzą liczne wątpliwości i dyskusje historyków. Różnie opisywany jest kształt znaku, który zobaczył Konstantyn (mogła to być chryzma lub krzyż monogramatyczny). Tak samo wiele jest koncepcji na temat tego, co w rzeczywistości zobaczył cesarz – jedna z popularnych hipotez zakłada, że był to efekt świetlny, halo. Inna koncepcja wskazuje, że do wizji mogło dojść wiele lat wcześniej i że w rzeczywistości była to „wizja pogańska”.
Analiza ikonografii i numizmatyka ukazują pojawianie się od 315 roku symboliki chrześcijańskiej (monety i medale), połączone z wypieraniem symboliki pogańskiej, która ostatecznie znika w 325 roku. Świadczy to wyraźnie o skłanianiu się cesarza ku chrześcijaństwu. Jednocześnie cała aktywność cesarza mogła wynikać bardziej z przemyślanej strategii politycznej, tzn. promowania chrześcijaństwa jako nowej oprawy ideologicznej dla instytucji cesarstwa, niż ze szczerej wiary. Historycy są w tym względzie podzieleni.

## Kalendarium
- ok. 272 – narodziny w Niszu
- ok. 289 – Konstancjusz I oddala od siebie Helenę – matkę Konstantyna i żeni się z Teodorą, córką (pasierbicą?) Maksymiana Herkuliusza
- 293 – Konstancjusz I Chlorus ogłoszony cezarem Maksymiana. Konstantyn na dworze Dioklecjana
- ok. 305 – narodziny Kryspusa – syna Konstantyna i Minerwiny
- 305 – abdykacja Dioklecjana i Maksymiana – Konstancjusz I Chlorus augustem
- 306 – choroba Kostancjusza I – Konstantyn opuszcza dwór Galeriusza w Nikomedii i spotyka się z ojcem w Gesoriacum w północnej Galii
- 25 lipca 306 – śmierć Konstancjusza I – Konstantyn ogłoszony przez wojsko augustem
- Lato 306 – Galeriusz uznaje władzę Konstantyna nadając mu tytuł cezara. Zwycięstwo Konstantyna nad Frankami – pokonanie władców Askarika i Merogaisesa
- 307 – małżeństwo Konstantyna z Faustą – córką Maksymiana. Sojusz teścia i zięcia przeciw Galeriuszowi
- 308–  Na zjeździe Dioklecjana, Maksymiana i Galeriusza w Carnuntum nad Dunajem Konstantyn ponownie uznany za cezara
- 309 – Konstantyn przebywa nad Renem. Bunt Maksymiana w Marsylii
- 310 – śmierć Maksymiana – Konstantyn uznany za augusta. Rozwój propagandy dynastycznej – Konstantyn uznany za potomka Klaudiusza II Gockiego
- 311 – Konstantyn zajmuje prowincje hiszpańskie podległe dotychczas Maksencjuszowi
- 28 października 312 – bitwa przy moście Mulwijskim. Śmierć Maksencjusza. Konstantyn zajmuje Rzym
- 313 –  sojusz z Licyniuszem. Nowe zasady polityki religijnej – tolerancja dla chrześcijan (Edykt mediolański). Synod w Rzymie potępienie Donata
- 314 – synod w Arles przeciwko donatystom
- 315 – Konstantyn wspólnie z Licyniuszem piastuje konsulat. Na monetach cesarskich pojawiają się symbole chrześcijańskie. Konstantyn w Rzymie obchodzi dziesięciolecie swych rządów
- 316 – potępienie donatystów w Mediolanie. Narodziny Konstantyna II. Zwycięstwo nad Licyniuszem. Konstantyn panem całego Zachodu, poza Tracją
- 316–324 – Konstantyn przebywał na Bałkanach
- 317 – Kryspus, Konstantyn II, oraz Licyniusz II wyniesieni do godności cezarów. Narodziny Konstancjusza II
- 318 – przyznanie biskupom jurysdykcji w sprawach świeckich
- 319 – ustanowienie prawa zwalniającego duchownych ze służby w armii i płacenia podatków
- 319–321 – edykty przeciwko magii i wróżbom
- 320 – zniesienie restrykcji Augusta przeciwko żyjącym w bezżeństwie
- 321 – wprowadzenie dnia wolnego od pracy w niedzielę
- 321 – konsulowie mianowani przez Konstantyna przestają być uznawani na wschodzie – początek nowych napięć w stosunkach z Licyniuszem. Złagodzenie represji wobec donatystów
- 322 – Helena – żona Kryspusa – rodzi dziecko, przez co ucieszony Konstantyn ogłasza amnestię i organizuje ekspedycję karną za Dunaj przeciwko Jazygom
- 323 – zwycięstwo nad Gotami „króla” Rausimoda
- 324 – pokonanie Licyniusza pod Adrianopolem i Chryzopolis – początek budowy Konstantynopola. Konstancjusz II cezarem
- 325 – sobór w Nicei, zgładzenie Licyniusza, dwudziestolecie rządów Konstantyna obchodzone w Nikomedii
- 326 – święto dwudziestolecia rządów Konstantyna obchodzone w Rzymie, zgładzenie Kryspusa, Fausty i Licyniusza II. Helena wyrusza do Palestyny, gdzie odnajduje(?) relikwię Krzyża Świętego, umiera przed 330 r.
- ok. 327 – początek kontrowersji ariańskiej
- 328 – walki Konstantyna nad Dunajem, wzniesienie kamiennego mostu na rzece w pobliżu Oescus. Atanazy Wielki biskupem Aleksandrii, Konstantyn II zwycięża Alamanów nad Renem
- 330 – dedykacja Konstantynopola, obrzędom przewodzi pogański filozof Sopater
- 332 – zwycięskie walki z Gotami – wojskami rzymskimi dowodzi Konstantyn II
- 333 – Konstans – najmłodszy syn Konstantyna – mianowany cezarem
- 333/334 – bunt Calocareusa na Cyprze
- 334 – osiedlenie ok. 300 000[potrzebny przypis] Sarmatów w Tracji, Macedonii, Italii, Galii
- 335 – nadanie prowincji krewnym Konstantyna: Konstantynowi II (Galia, Hiszpania, Brytania), Konstancjuszowi II (Wschód), Konstansowi (Italia, Afryka i Iliria), Dalmacjuszowi (Grecja, Mezja, Tracja) oraz Hannibalianaowi (Pont i Armenia). Synod w Tyrze, Patriarcha Atanazy skazany na wygnanie do Galii
- 335/336 – uroczystości trzydziestolecia rządów Konstantyna. Zaślubiny Konstancjusza II z córką Juliusza Konstancjusza – przyrodniego brata Konstantyna
- 22 maja 337 – śmierć Konstantyna

## Kult świętego

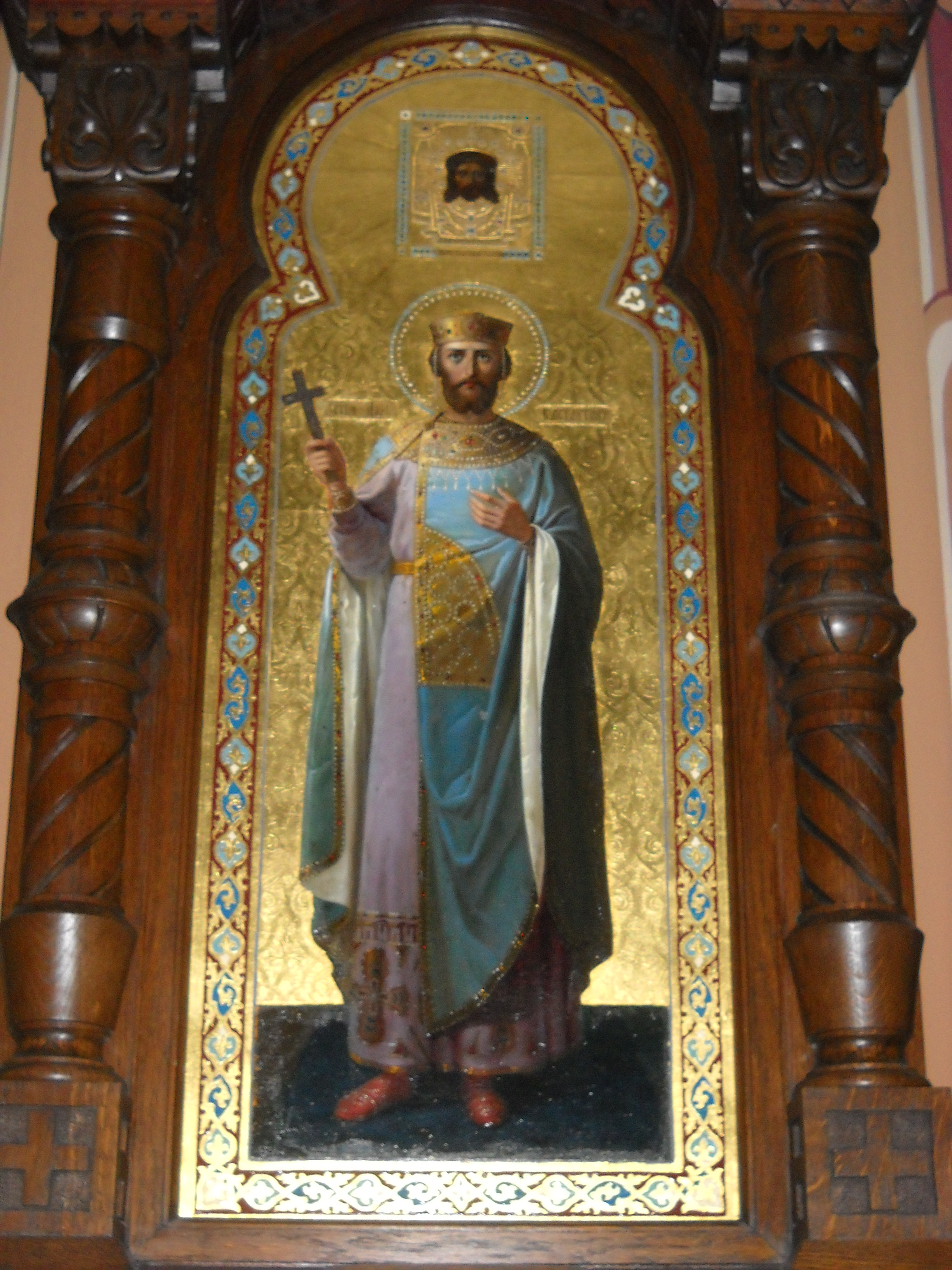
XIX-wieczna ikona św. Konstantyna w cerkwi Wszystkich Świętych w Piotrkowie Trybunalskim

W Kościele prawosławnym Konstantyn Wielki jest czczony jako święty równy apostołom. Jego wspomnienie liturgiczne obchodzone jest 21 maja (kalendarz juliański) lub 3 czerwca (kalendarz gregoriański).